# Mimnermos
Mimnermos z Kolofónu byl antický řecký básník archaického období. Žil na přelomu 7. a 6. stol. př. n. l.
Řadí se k básníkům elegickým a antičtí autoři jej považovali za „prvního básníka lásky“.